# Joseph Delafaille
Joseph Leopold (Joe) Delafaille, (Borgerhout (Antwerpen), 28 juni 1902 - 20 november 1972) was een Belgisch componist, organist, koorleider en leraar.

## Levensloop
Delafaille werd laureaat aan het gerenommeerde Lemmensinstituut in Mechelen in 1923. Na het beëindigen van zijn studies werd hij organist in de Sint-Michielskerk in Antwerpen en in de Dierentuin van Antwerpen.
In 1929 vertrok hij naar Noord-Ierland waar hij begon aan een succesvolle carrière. Hij werd organist van de kathedraal van de Heilige Patrick en Colman in Newry, bisdom Dromore (1929-1951). Hij werd tevens leider van het gregoriaanse kinderkoor, dirigent van het koor en orkest 'Choral and Operatic Society' en zangleraar aan de Christian Brothers' School. Kort daarop werd hij ook nog leraar orgel, piano en viool aan het bisschoppelijk college in Violet Hall.
Met de Operatic Society van Newry voerde hij de welbekende "Gilbert O'Sullivan" musicals uit. Hij was ook expert in het aanleren en uitvoeren van gregoriaanse muziek. Hij dirigeerde verschillende gregoriaanse koren en doceerde ook kerkmuziek aan het Grootseminarie van Dromantine. Zijn invloed op de uitvoeringspraktijk van gregoriaans strekte zich over gans Ierland uit.
Gedurende 22 jaar gaf hij causerieën over kerkmuziek voor de BBC. Hij zetelde in Armagh als jurylid in de grote jaarlijkse wedstrijd voor kerkmuziek in Ierland.
In 1951 werd hij in Newry opgevolgd door August Toremans en keerde naar België terug. Hij volgde Alfons Bervoets op als organist van de Onze-Lieve-Vrouw-ter Sneeuwkerk in Borgerhout. Kardinaal Jozef Van Roey verleende hem de onderscheiding Pro Ecclesia et Pontifice.

## Composities
Delafaille componeerde vierstemmige liederen, missen, motetten en diverse koor- en orkestwerken.
Enkele voorbeelden:
- In 't Kribje, kerstlied voor solo en gemengd koor, op tekst van J. van de Kouter
- Avondklacht, op tekst van Alice Nahon.  De partituur bevindt zich in de bibliotheek van het Lemmens instituut Plaatsingsnummer: 423-D-102
- Tantum ergo voor vierstemmig koor en orgel
- Deus Abraham voor twee stemmen en orgel. De partituur bevindt zich in de bibliotheek van de Katholieke Universiteit Leuven, Centrale Bibliotheek, Plaatsingsnummer: Y5351 SN/51
- Ave verum, vierstemmig en voor orgel
- Ik min mijn land voor bariton en piano, op tekst van M. Brink